# Oszja
Oszja (ros. Ошья) – wieś (sieło) w Rosji, w Kraju Permskim, w rejonie kujedińskim. W 2010 liczyła 602 mieszkańców.